# Acianthera micrantha
Acianthera micrantha é uma pequena espécie de orquídea (Orchidaceae) originária do Brasil, antigamente subordinada ao gênero Pleurothallis.